# Elbe-Havelkanaal

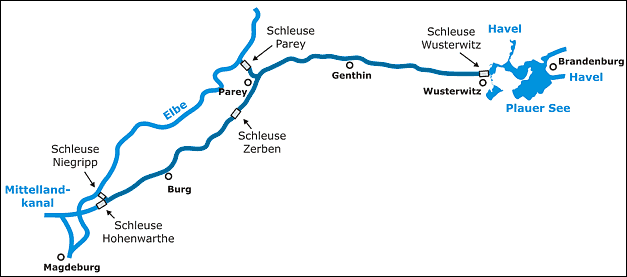
Verloop van het Elbe-Havelkanaal

Het Elbe–Havelkanaal is een 56 kilometer lang kanaal in Duitsland. Het vormt de verbinding tussen Maagdenburg aan de rivier de Elbe met Brandenburg aan de rivier de Havel.
Het Elbe-Havelkanaal vormt samen met het Mittellandkanal de verbinding tussen Berlijn en het Ruhrgebied in West-Duitsland. In het oosten is de Havel met de Oder verbonden via het Oder-Havelkanaal, waardoor ook een waterwegverbinding met Polen bestaat. Het kanaal werd aangelegd rond 1742 in opdracht van de Pruisische koning Frederik II.
Het kanaal in zijn huidige vorm ontstond na een modernisering in 1938. Het lag van 1949 tot 1990 in de Duitse Democratische Republiek.
In de jaren-1970 verleende  West-Duitsland aan de DDR subsidie om het internationaal van betekenis zijnde kanaal opnieuw op te knappen en bevaarbaar te maken voor grotere schepen. 
De sluizen in het kanaal bij Zerben en Wusterwitz werden in 2019, respectievelijk 2022, gerenoveerd. 

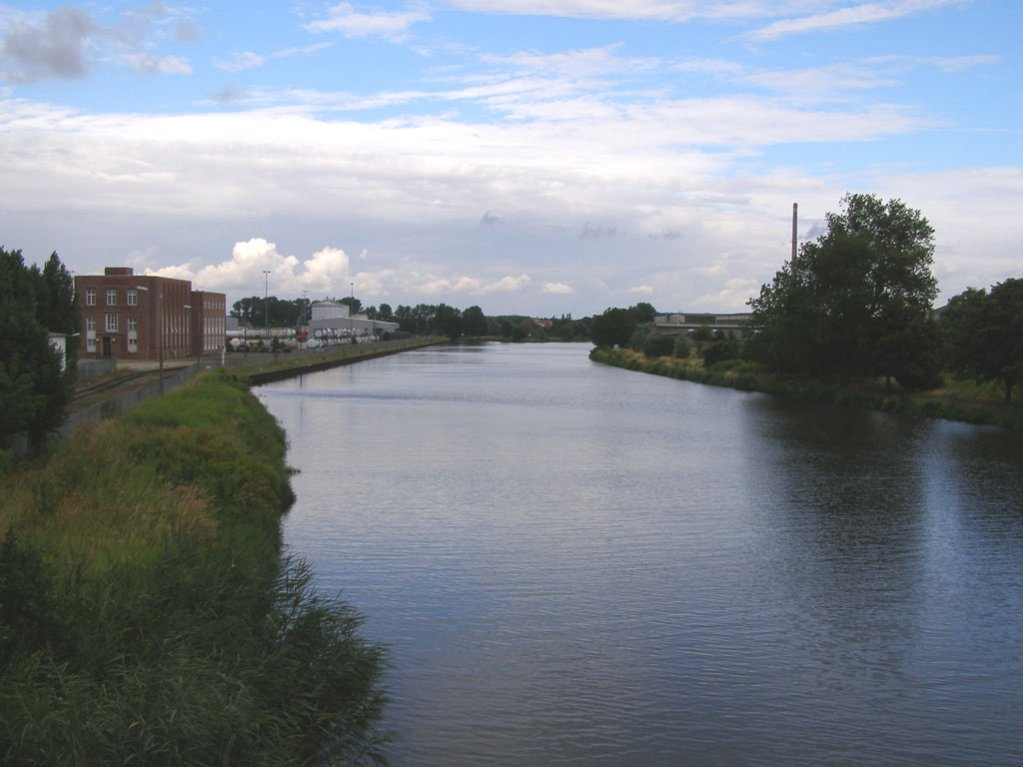
Elbe-Havelkanaal ter hoogte van Genthin